# Le a cipővel!
A Le a cipővel! Csukás István Nyár a szigeten című regényéből 1975-ben készült színes, magyar, ifjúsági kalandfilm-vígjáték.

## Történet
Kalandvágyó fiúk indulnak háromnapos kirándulásra felnőtt felügyelet nélkül. A szülők azonban féltik csemetéiket, ezért megbíznak helybelieket, hogy titokban figyeljék gyermekeiket, vigyázzanak rájuk. Kezdetben sikeresek a „felvigyázók”, akkor kezdődnek a bajok, amikor a fiúk elkezdik az egymás közötti nagy számháborút.

## Szereplők

### Gyerekek
- Fenyvesi Zoltán (Palánk)
- Király László (Bádogos)
- Bilki Mihály (Cseppcsányi)
- Krajczár György (Tuka)
- Pápai Zsolt (Szinyák)
- Müller Péter (Kece)
- Barna Tamás (Sankó)
- Kálmán János (Péter)
- Metlágel Károly (Pál)
- Bezensek Zoltán (Tibi)
- Bozsér Zoltán (Miki)

### Felnőttek
- Kaló Flórián (Kenderice Ákos)
- Kovács Károly (Gazsi bácsi)
- Bánhidi László (Ábris bácsi)
- Tordai Teri (Palánk mama)
- Soós Lajos (Kompos)
- Gyenge Árpád (Pólika Pál)
- Paudits Béla (közértes)
- Csala Zsuzsa (Bádogos mama)
- Hacser Józsa (Szinyák mama)
- Láng József (Tuka papa)
- Sütő Irén (Cseppcsányi mama)
- Zana József (Sofőr)
- Csákányi László (Narrátor)

## Érdekességek
- A címbeli „Le a cipővel!” kifejezés arra utal, hogy a fiúk, miután kiszabadultak a városi civilizáció keretei közül a folyóparti őstermészetbe, szabadulni akarnak az otthoni körülményeiket jelképező cipőtől. A táborozás helyszínére érkezéskor (16:14 perckor) mintegy csatakiáltásként hangzik el a gyerekszereplők egyikének, Bádogosnak a szájából: „Le a cipővel! Éljen a mezítláb!”; a zárójelenetben pedig egy táblára kézzel felfestve is olvasható (írásjelek nélkül, éppúgy, mint ahogy a nyitófőcímben is látható).
- A film a fiktív Alsótörökverő községben játszódik, amiről a történet alapján annyi derül ki, hogy a Duna mellett fekszik. Az már csak következtetés, hogy minden bizonnyal a Dunántúlon, mivel az oda tartó távolsági buszok a ma már nem használt, XI. kerületi, Bukarest utcai buszállomásról indulnak. A járat Budapest–Alsótörökverő–Felsőtörökverő–Pasaháza útvonalon közlekedik, utóbbi kettő szintén fiktív település és a busz útvonaljelző tábláján való felbukkanásukon túlmenően nem is szerepelnek a filmben.
- A felvételek több helyszínen készültek: a sziget egy valóságos kis sziget Ráckevén "Senki szigete" néven (a Csepel-sziget mellett), de sok jelenetet vettek fel Surány környékén is.[3][4]
- A szereplőket hatszáz gyerek közül választották ki, fontos szempont volt az úszni tudás. Ezzel együtt a Duna-parti felvételeknél készenlétben álltak vízirendőrök, egy úszómester és egy motorcsónakos orvosi stáb is.
- Az első részt 1976. szeptember 11-én, szombaton, a másodikat a következő napon vetítette a Magyar Televízió, délutáni műsorsávban. Az újságok külön jelölték, hogy színesben készült a film, bár ebben az időszakban még a családok nagy része nem rendelkezett színes televízióval.
- Az Esti Hírlap Tévéfotel című rovatának kritikusa már a vetítést követő hétfői lapszámban durván lehúzta a filmet, ami negatív kritikát kapott a Film Színház Muzsikától is. A gyerekközönség ellenben imádta a filmet, így aztán a szerző-forgatókönyvíró sem törődött a kedvezőtlen értékelésekkel.
- A rendező az a Szabó Attila volt, akinek a nevéhez sok népszerű, 70-es évekbeli gyerekműsor kötődött (Zsebtévé, Szervusz, Szergej, Futrinka utca, később a Süsü a sárkányt is rendezte.
- A film első részének kezdeti szakaszában megjelenő „Gazsi bácsi lótetű” az akkori fiatalok körében még évtizedek múltán is élő, korabeli mémmé vált.[5]